# Compaq Grand Slam Cup 1998
Compaq Grand Slam Cup 1998 — тенісний турнір, що проходив на закритих кортах з твердим покриттям Olympiahalle в Мюнхені (Німеччина). Кубок Великого шлему організувала Міжнародна тенісна федерація (ITF), яка запросила тенісистів, що показали впродовж року найкращі результати на турнірах Великого шлему.
Тривав з 28 вересня до 4 жовтня 1998 року. Призові гроші були суттєвими, тож це був найпопулярніший турнір серед гравців. Але гравці не отримували рейтингових очок, оскільки ITF не має жодного впливу на рейтингову систему ATP та WTA. Втім ATP згодом офіційно визнала турніри Grand Slam Cup і включила їх до статистики гравців.

## Фінальна частина

### Одиночний розряд, чоловіки
Марсело Ріос —  Андре Агассі 6–4, 2–6, 7–6(7–1), 5–7, 6–3
- Для Ріоса це був 6-й титул за сезон і 11-й - за кар'єру.

### Одиночний розряд, жінки
Вінус Вільямс —  Патті Шнідер 6–2, 3–6, 6–2
- Для Вільямс це був 6-й титул за сезон і 6-й — за кар'єру.